# Peter Zeidler
Peter Zeidler (Schwäbisch Gmünd, Alemania Occidental, 8 de agosto de 1962) es un entrenador de fútbol alemán. Actualmente dirige al Lausana-Sport.

## Trayectoria
Zeidler comenzó su carrera en el mundo del fútbol en el club VfB Stuttgart en julio de 1998, donde era director del centro de entrenamiento del club que jugaba en la Bundesliga.Allí, permaneció dos años y medio para luego incorporarse al VfR Aalen. En primer lugar, fue asistente técnico durante tres años en la Regionalliga Süd. A finales de 2002 tomó las riendas del equipo y asumió su como entrenador de un equipo profesional.
En 2005, fue confirmado al mando del 1. FC Nuremberg II, que jugó en el campeonato de la Oberliga Bayern en la cuarta división alemana y en su primera temporada alcanzó la final en dicha competencia. En 2007, se marchó para dirigir al Stuttgarter Kickers,que jugaba en la Regionalliga Süd, y a pesar de una buena media temporada, solo permaneció allí seis meses porque Ralf Rangnick lo contactó para unirse al TSG 1899 Hoffenheim en enero de 2008.Tres años más tarde, dejaron sus respectivos cargos luego de argumentar diferencias con el propietario del club, Dietmar Hopp.
El 14 de junio de 2011, fue confirmado como entrenador del Tours FC de la Ligue 2.Al final de su primera temporada al frente del club, acabó en un buen sexto puesto. En agosto de 2012, fue despedido de su cargo tras un mal comienzo de temporada.
En 2012, fue confirmado como técnico del FC Liefering, filial del Red Bull Salzburgo. El 22 de junio de 2015, quedó a cargo del primer equipo y firmó un contrato hasta junio de 2017.Luego de cinco meses en el cargo, fue despedido por la directiva del club y reemplazado por Óscar García.
El 22 de agosto de 2016, fue nombrado entrenador del FC Sion.En mayo de 2017, fue liberado de su contrato a fue despedido pocas semanas de la final de la Copa de Suiza.
En junio de 2017 fue nombrado entrenador del FC Sochaux en sustitución de Albert Cartier por un período de dos años.Sin embargo, su contrato fue rescindido de mutuo acuerdo el 14 de mayo de 2018.
El 14 de mayo de 2018, fue nombrado entrenador del FC St. Gallen.Durante su estancia en el club suizo, fue subcampeón de la Superliga en la temporada 2019-20 y finalista de la Copa de Suiza en 2021 y 2022.Luego de seis temporadas, anunció su marcha en junio de 2024.
El 3 de junio de 2024, fue confirmado como técnico del VfL Bochum hasta junio de 2026.El 20 de octubre, fue despedido de su cargo después de un mal comienzo en la temporada.
En junio de 2025, asumió al frente del Lausana-Sport.

## Clubes

### Como entrenador
| Club                | País     | Año           |
| ------------------- | -------- | ------------- |
| VfR Aalen           | Alemania | 2002-2004     |
| 1. FC Nürnberg II   | Alemania | 2005-2007     |
| Stuttgarter Kickers | Alemania | 2007-2008     |
| Tours FC            | Francia  | 2011-2012     |
| FC Liefering        | Austria  | 2012-2015     |
| Red Bull Salzburgo  | Austria  | 2015          |
| FC Sion             | Suiza    | 2016-2017     |
| FC Sochaux          | Francia  | 2017-2018     |
| FC St. Gallen       | Suiza    | 2018-2024     |
| VfL Bochum          | Alemania | 2024          |
| Lausana-Sport       | Suiza    | 2025-presente |